# Exclusão digital
A desigualdade digital é um conceito dos campos teóricos da comunicação, sociologia, tecnologia da informação e outras humanidades, que diz respeito às extensas camadas das sociedades que ficaram à margem do fenômeno das redes digitais.
Contraste-se este conceito, por oposição, com a desigualdade digital.
No Brasil e em Portugal, o termo "desigualdade digital" é mais usado para se referir ao problema, indicando o lado dos excluídos, enquanto em outros idiomas os termos equivalentes a "brecha digital" ou "fissura digital" são preferidos (como no inglês digital divide e o francês fracture numérique). Os dois termos, porém, não são sinônimos perfeitos, pois enquanto a "desigualdade digital" se refere apenas a um dos lados da questão, "brecha digital" faz referência à própria diferença entre excluídos e incluídos.
A exclusão digital é atualmente (2006) um tema de debates entre governos, organizações multilaterais (ONU, OMC), e o terceiro setor (ONGs, entidades assistencialistas). Políticas de inclusão digital incluem a criação de pontos de acesso à internet em comunidades carentes (favelas, cortiços, ocupações, assentamentos) e capacitação (treinamento) de usuários de ferramentas digitais (computadores, DVDs, vídeo digital, som digital, telefonia móvel).
As comunidades carentes, os mais pobres e pessoas com uma posição econômica desprivilegiada são excluídas digitalmente, pois não tem acesso à tecnologia. A maioria das pessoas em situação de exclusão digital são mulheres, pelo que a fissura digital é altamente determinada pelo género
A relação entre exclusão digital e pobreza é uma realidade mundial. De acordo com o Mapa da Exclusão Digital, que analisou os dados do Censo 2000, o nível de escolaridade é ponto de importância não só na geração de renda, mas também no nível de inclusão digital dos estados brasileiros: os cinco mais incluídos são o Distrito Federal, São Paulo, Rio de Janeiro, Santa Catarina e Paraná, e os quatro mais excluídos são o Maranhão, Piauí, Tocantins e Acre.
É importante ressaltar que a literatura tem apontado que as desigualdades relativas às formas de acesso à comunicação digital são de diversas naturezas. Em outras palavras, é preciso compreender tal fenômeno como algo que vai além da mera falta de acesso a computadores, partindo-se para uma avaliação que leve em conta desigualdades geográficas ou relativas ao domínio que cada usuários tem quanto aos softwares mais comuns. Nesse sentido, as políticas públicas devem se dedicar a enfrentar tais problemas nas suas mais diversas dimensões.

## Aspectos vinculados à exclusão digital
A exclusão digital pode ocorrer em diferentes níveis e envolver diferentes elementos. Se observarmos, em um olhar mais cuidadoso, os aspectos contidos na experiência de apropriação social das Tecnologias da informação e comunicação, podemos identificar um conjunto de dimensões relevantes citadas nesses 8 aspectos.
1) Tecnológico – trata-se da dimensão material primária da exclusão, que se refere à inexistência de acesso a dispositivos. Neste âmbito, podemos identificar diferentes estratificações, uma vez que as funcionalidades e performances dos equipamentos geram experiências distintas. Por exemplo, enquanto um usuário pode não ter um computador em sua residência, outro pode possuir um computador antigo e com tecnologia superada para os padrões atuais; ao mesmo tempo, um terceiro usuário pode ter acesso a dispositivos como laptops, tablets e smartphones de última geração e usufruir assim de uma experiência tecnológica distinta dos dois primeiros. 
2) Infraestrutural – ainda que haja equipamentos digitais capazes de propiciar a conexão à Internet, a crescente evolução da rede e o aumento do tráfego de conteúdo também têm gerado um segundo aspecto da exclusão digital, que se refere à infraestrutura disponível ou ao tipo de serviço que o usuário pode contratar. A velocidade da banda e a estabilidade da conexão são aspectos que melhor sinalizam este item: alguns usuários (a depender da região em que residem) conseguem ter banda larga em alta velocidade disponível e sem interrupção da transmissão, enquanto outros, principalmente residentes em áreas rurais, remotas ou periféricas, sofrerão limitações na qualidade da conexão.
3) Financeiro – ainda que haja acesso à Internet em redes de alta velocidade com oferta disponível para uma região inteira ou cidade, isso não significa que todos os cidadãos terão igual capacidade de contratar o serviço. Para os usuários detentores de maior poder aquisitivo são disponibilizados serviços de melhor qualidade, com tecnologia de ponta e conexão em banda larga de velocidade superior. O poder financeiro também reforça a exclusão de acesso a conteúdos no momento em que distingue aplicativos ou páginas exclusivas para assinantes que podem pagar por determinado produto, ampliando assim a estratificação  digital.
4) Cognitivo – para além dos aspectos materiais, existem as barreiras vinculadas às competências dos usuários em lidar com equipamentos, softwares, aplicativos e outros dispositivos digitais. Em alguns casos, o problema é geracional: indivíduos que nasceram e cresceram com a Internet e aparelhos digitais tendem a se adequar mais facilmente ao uso e conseguem explorar melhor as suas potencialidades. Gerações anteriores podem ter maior dificuldade em naturalizar este convívio tecnológico. Em outros casos, são as origens culturais ou socioeconômicas que podem significar barreiras ao desenvolvimento desta experiência, impedindo o desenvolvimento das habilidades sobre estas novas ferramentas devido a resistências de grupos ou comunidades mais tradicionais. Questões como o nível educacional também entram nesta dimensão, já que pessoas com baixo grau de escolaridade tendem a ter experiências distintas daquelas com formação mais avançada. 
5) Instrumental – assim como os aparelhos urbanos (ruas, praças, transporte público, prédios) podem ser excludentes para pessoas com dificuldade de locomoção (cadeirantes, com deficiência auditiva ou visual, gestantes, idosos), o ambiente digital também pode reforçar impedimentos.
O principal valor da Web é o social. Mais do que tecnológico, a Web é um ambiente de comunicação humana, de transações comerciais, de oportunidades para compartilhar conhecimentos. Esses conteúdos na Web devem estar disponíveis para todas as pessoas, independentemente do hardware, software, infraestrutura de rede, cultura, localização geográfica, habilidade física ou mental, condição socioeconômica ou de instrução de cada um.
Para a instituição, garantir às pessoas com deficiência visual, auditiva, motora, mental ou de qualquer outra natureza as condições para que possam entender, navegar, interagir e se desenvolver no ambiente digital é condição para que a Internet evolua para um desenho universal inclusivo.
6) Linguístico – trata-se da disparidade quanto ao acesso a conteúdo relevante marcado pela barreira idiomática. Informações e dados existem na rede com volume expressivo em determinados idiomas enquanto outras línguas possuem presença.Por exemplo, pessoas bilíngues ou que possuem o inglês como língua materna têm a seu dispor um leque de informações bem mais variado se comparadas àquelas que falam apenas um idioma considerado periférico. Neste sentido, a própria busca da informação através de Tags (palavras-chaves) significa um filtro para a informação procurada ser de fato localizada. 
7) Produtivo – diferentemente dos meios eletrônicos analógicos como a TV e o rádio, as características interativas do ambiente digital possibilitam ao usuário não apenas consumir informação, mas também produzir e compartilhar conteúdo próprio. 
As diferenças principais entre, participar da rede e ter presença nela, e que essas diferenças são importantes e não deveriam ser menosprezadas. É um participante da rede, tal como o é o transeunte da praça pública, o banhista de um rio, o viajante do panorama que se desdobra ante ele. Por outro lado, quem tem recursos a si alocados na rede – presença na rede – tem maior poder de ação sobre esta e sobre os seus participantes e, desta forma, mais responsabilidades que os que dela apenas usufruem como visitantes, ávidos leitores de informação ou meros expectadores
Usuários com habilidade para lidar com softwares de modo criativo possuem maior capacidade de inserção na cultura digital Isso não quer dizer que devemos exigir que todos os usuários online tenham obrigatoriamente uma postura de produção ativa permanente para serem digitalmente incluídos. Significa ressaltar a importância de oferecer condições e oportunidades para que este perfil produtivo floresça e não fique restrito a determinados grupos ou nichos.  
8) Institucional – a ineficiência governamental em prover serviço público online, em viabilizar a transparência das ações de seus agentes através de arquivos públicos em seus websites oficiais, bem como a inexistência de um aparato público de acesso gratuito à rede são outras faces da exclusão digital, como pode ocorrer nas prisões. Estes aspectos impossibilitam o cidadão de realizar seu direito de acesso à informação (conforme o artigo XIX artigo XIX da Declaração Universal dos Direitos Humanos ), tendo em vista que o Estado contemporâneo passou a ter a obrigação de manter uma interface digital ativa com seus cidadãos. O acesso às tecnologias de comunicação através de bibliotecas públicas, telecentros e outras instituições públicas também se insere nesta perspectiva.  

## Exclusão Digital nas Organizações
As organizações desprovidas de acesso ou com baixos níveis de acesso às tecnologias da informação e comunicação (TICs), ou aos benefícios dessas, são classificadas como excluídas digitais. As excluídas digitais são consideradas à parte da nova realidade mundial que é a economia da informação. Economia da informação é o termo utilizado para designar o período econômico atual, onde a informação, especialmente por meio da produção de tecnologia e da geração de inovação, tem grande relevância para a condução dos negócios e também para a geração de valor agregado.
Nesse ambiente, as empresas devem buscar criar e compartilhar informações, conhecimentos e inovações. O investimento nas TICs, permite o acesso à informação e ao conhecimento, bem como uma rápida integração inter e intra organizacional. Neste cenário a exclusão digital de empresas no Brasil, fenômeno que atinge, especialmente, as pequenas e médias empresas (PMEs) é um tema pouco debatido na literatura nacional.
Os efeitos da exclusão digital não são apenas a falta de acesso tecnológico por parte das empresas mas também a exclusão digital de seus próprios funcionários. Os funcionário precisam estar aptos a trabalhar com a tecnologia de forma eficiente, porém, há uma grande deficiência cognitiva que não é tratada, nem pelo governo e nem pelas empresas. O Brasil está em segundo lugar na dificuldade de contratar profissionais qualificados, conforme revela a oitava pesquisa anual sobre escassez de talentos realizada pelo ManpowerGroup.

### Estágios de Desenvolvimento das TICs
| Estágios        |
| --------------- |
| Iniciação       |
| Contágio        |
| Controle        |
| Integração      |
| Gestão de Dados |
| Maturidade      |

O modelo de Nolan diz respeito à abordagem geral da TI nos negócios. O modelo propõe que a evolução da TI nas organizações comece lentamente no estágio I, o estágio de "iniciação". Este estágio é marcado pelo baixo engajamento do usuário e uma ênfase nas aplicações funcionais para reduzir custos. O estágio I é seguido por um maior crescimento da TI no estágio de "contágio". Nesta fase, existe uma proliferação de aplicações, bem como o potencial de surgir mais problemas. Durante o estágio III, surge a necessidade de "controle". A centralização do controle é utilizada e ocorre uma mudança do gerenciamento de computadores para gerenciamento de recursos de dados. Em seguida, no estágio IV, a "integração" de diversas soluções tecnológicas evolui. A gestão dos dados permite o desenvolvimento, sem aumentar as despesas de TI, do estágio V. Finalmente, no estágio VI, "maturidade", o alto controle é exercido usando todas as informações das etapas anteriores.

### Levantamentos e Pesquisas
O eLAC em 2010, plano intergovernamental que concebe instrumentos de desenvolvimento econômico e de inclusão social sobre informação e tecnologia da comunicação na América Latina e Caribe, constatou através de relatório com base nos dados de 2009 que as PMEs têm quase 100% de acesso a computadores e internet, utilizam a internet como forma de comunicação por e-mail, mas têm baixos níveis de serviços ao cliente e uso de ERP e CRM em relação às grandes empresas. Aponta-se assim a existência da exclusão digital, pois o uso das TICs, além de insuficientes, são desiguais por setores da economia e portes de empresas.
Constatou-se em pesquisa realizada na USP em 2011 que no tocante ao uso das TICs as pequenas e médias empresas estão muito aquém das grandes embora disponham, em sua maioria (97%), de computadores e acesso à internet e ainda verificou-se que a exclusão digital das PMEs no Brasil não é uma questão de acesso à tecnologia, mas de uso efetivo e planejado das TICs por parte das PMEs.
O panorama da pequena empresa no Brasil, sob o aspecto de tecnologias de informação, não é dos melhores. Uma pesquisa da Microsoft, citada por Silva (1997), indica que 58% das pequenas empresas que não possuem computadores acreditam que a informática seja desnecessária; 5% nem sabem os motivos pelos quais não se automatizam; e 11% afirmam estar providenciando a compra de computadores.
Estatísticas da Sondagem Sebrae (2000) mostram que apenas 30% das micros e pequenas empresas estão totalmente informatizadas. Destas, 50% não possuem acesso à Internet e 55% não possuem computadores ligados em rede. Por meio desses números, verifica-se que existe informatização apenas de processos operacionais isolados da empresa. Desses sistemas de informação não se extraem informações relevantes para a tomada de decisão, nem do ambiente interno da empresa e muito menos do seu ambiente externo.
Apesar deste cenário, uma parcela de pequenas empresas, impulsionadas pela competitividade está optando por informatizar seu negócio. Cerca de 80% das pequenas empresas informatizadas atribuem o grau de ‘muito importante’ ao uso de computadores na empresa.

### Problemática nas Pequenas Empresas[14]
Segundo Thong (2001, p. 148), “enquanto a literatura de Sistemas de Informação tem identificado fatores potenciais para o sucesso da implementação de TI, nenhuma pesquisa tem investigado a importância relativa destes fatores no contexto das pequenas empresas”. O mesmo autor ainda cita que as pequenas empresas possuem inúmeras características diferentes das grandes e médias empresas; e notavelmente sofrem de recursos reduzidos. Sem conhecer a importância de fatores-chaves, as pequenas empresas podem estar gastando recursos limitados e energia em fatores de pouca importância para a contribuição limitada no sucesso da implementação da TI.
Dessa maneira, Thong (2001) realizou uma pesquisa sobre as restrições de recursos e implementação de sistemas de informação em pequenas empresas em Singapura. A pesquisa foi baseada em amostras de 114 pequenas empresas. Os resultados comprovaram que as pequenas empresas com sucesso em TI tendiam a ter alta participação de especialistas externos, investimento adequado, alto conhecimento dos usuários, alto grau de envolvimento do usuário e alto suporte do gerente geral. Concluindo assim que tal participação do especialista externo é a chave principal do sucesso da implantação da TI em pequenas empresas.
Segundo El-Manaki (1990), a pequena empresa absorve novas tecnologias de informação de forma lenta e limitada nos seus processos administrativos ou de produção. De acordo com o autor uma das razões para que isto ocorra é a falta de tecnologia específica para a pequena empresa. O uso de ferramentas de apoio de decisão para a pequena empresa é fator diferencial. Esses sistemas, de acordo com Machado (1996), são itens de primeira necessidade para profissionais, cujas decisões definem os destinos de produtos e serviços e, em conseqüência, o êxito ou o fracasso das organizações. Para Saviani (1995) a informática, nas pequenas empresas, não tem a mínima visão de como produzir informações, sejam elas gerenciais ou não.

### Possíveis Causas
Neste sentido, um sistema de informação, voltado à pequena empresa, deve respeitar alguns quesitos: custo, tempo e qualidade. Silva (1997) afirma que as pequenas empresas brasileiras são muito sensíveis a preço. Das pequenas empresas não informatizadas, 41% afirmam que o motivo é não ter condições de investir nesta área, segundo informações da Sondagem Sebrae (1999). Outro grande problema com relação aos custos é a avaliação do preço da nova tecnologia. Os três, segundo Souza Neto (1998), são o custo de desenvolvimento, o preço de mercado e a receita esperada.
O fator tempo é considerado por El-Manaki (1990) como uma das barreiras encontradas pela pequena empresa que dificulta a incorporação de tecnologias informatizadas em seus sistemas administrativos; a outra é o custo. Em virtude do dinamismo da pequena empresa, seu sistema de informação não pode levar muito tempo para ser desenvolvido e implantado. Satisfeitos os quesitos de custo e tempo, a pequena empresa não pode abrir mão do fator qualidade nos seus sistemas de informação. De acordo com Silva (1997), a informática representa para o pequeno empresário os trinômios bons, simples e baratos.
Como a pequena empresa não possui hierarquia formal, ela não distingue as necessidades de informação de maneira metódica. Muitas vezes o proprietário/gerente, além de supervisionar os processos, assume papéis operacionais no dia-a-dia da empresa. Dessa forma, o sistema de informação deve possuir características ao mesmo tempo estratégicas, táticas e operacionais, de acordo com Thong (2001). Assim, as informações necessárias refletem a urgência com que as decisões devem ser tomadas, em virtude da horizontalização da estrutura hierárquica da empresa. Em recursos humanos, as informações necessárias são os registros de empregados, folha de pagamento, programas de treinamento e férias, disponibilizadas de maneira ágil, possibilitando que o proprietário utilize seu tempo no negócio principal da empresa.